# Dermestes marmoratus
Dermestes marmoratus is een keversoort uit de familie spektorren (Dermestidae). De wetenschappelijke naam van de soort werd in 1806 gepubliceerd door Knoch in Melsheimer.